# Bernard HV-42
Il Bernard HV-42 era un idrocorsa (idrovolante da competizione) monomotore ad ala bassa realizzato dall'azienda francese Société des Avions Bernard come proposta per la partecipazione alla Coppa Schneider del 1931.

## Storia del progetto
Nell'ottobre 1928 la Francia si dotò di un proprio Ministero dell'Aviazione, che venne affidato a Laurent-Eynac e dotato di un proprio budget finanziario. Una delle prime decisioni prese dal neoministro, fu quella di finanziare la partecipazione di una squadra nazionale al Trofeo Schneider, che doveva tenersi l'anno successivo a Calshot, in Gran Bretagna. Vennero interpellati tre costruttori di idrovolanti: la Société des Avions Bernard (di La Courneuve), la Nieuport-Delage (di Issy-les-Moulineaux e Argenteuil) e la Blériot-SPAD (a Suresnes), e tre industrie motoristiche, Renault (Billancourt), Hispano-Suiza (Bois-Colombes) e Lorraine (Argenteuil).
A tale scopo venne costituita una Section d'Entrainement, sulla Laguna di Berre, e si decise di commissionare la realizzazione di due modelli di idrovolanti da corsa alla ditta Société des Avions Bernard ed uno alla Nieuport-Delage. I progetti dei due aerei furono designati HV-40 ed HV-41. Il primo doveva montare un propulsore radiale Gnome-Rhône 9Kfr Mistral, mentre il secondo un propulsore in linea Hispano-Suiza 12Ns Spécial, entrambi eroganti sulla carta ben 1 000 CV. I due progetti vennero redatti dal capo progettista della ditta, l'ingegnere Georges Bruner, già autore del progetto del caccia terrestre Bernard 20, coadiuvato per l'HV-41 dall'ingegner Roger Robert. Viste le buone prove ottenute dal prototipo HV-41, che aveva volato per la prima volta nell'agosto 1929, il governo francese decise di ordinare l'acquisto di tre esemplari del successivo tipo Bernard HV-42 e di due del modello HV-120. Gli aerei erano destinati ad equipaggiare la Section d'Entrainement sur Hydravion à Grande Vitesse di Berre.

## Tecnica
Progettato dall'ingegnere Georges Bruner il velivolo era un idrovolante a scarponi. La configurazione era la classica monoplana ad ala bassa a sbalzo, di struttura lignea, monoblocco. I due galleggianti erano costruiti in metallo, ed erano uniti alla fusoliera mediante due coppie di montanti carenati a forma di V rovesciata. Monoposto ad abitacolo aperto.
Il propulsore era un motore in linea Hispano-Suiza 12Nsr Spécial a 12 cilindri, raffreddati a liquido, erogante la potenza di 1 041 CV (746 kW) al livello del mare ed azionante un'elica bipala metallica. Gli elementi verticali del propulsore erano coperti da un paio di carenature destinate ad aumentare l'efficacia del suo raffreddamento.

## Impiego operativo
Il secondo esemplare (HV-42 02) venne presentato in anteprima al Salone Internazionale di Parigi-Le Bourget tenutosi nel novembre-dicembre del 1930. Il primo prototipo volò per la prima volta il 10 marzo 1931, seguito a poche settimane di distanza dagli altri due velivoli. Nell'estate del 1931 i tre idrovolanti volarono per pochi mesi sulla laguna di Berre, dove era di base la squadra francese, al comando del capitano di corvetta Jean Amanrich. I tre aerei, contrassegnati dai numeri 1, 2, e 3, presero parte al programma di addestramento dei piloti destinati a gareggiare al Trofeo Schneider del 1931.
Tutto il governo si aspettava una brillante partecipazione della propria squadra all'edizione della Coppa Schneider del 1931, che doveva tenersi a Calshot Spit, nell'Inghilterra del sud. La squadra poteva contare sugli idrocorsa Bernard HV-40, HV-42, HV-120,  Dewoitine HD.410 e Nieuport-Delage NiD.650, tutti velivoli appositamente progettati per la gara. La loro partecipazione venne annullata a causa di problemi di messa a punto dei propulsori. Anche la squadra italiana dovette essere ritirata, perché gli aerei non furono messi a punto in tempo per la gara. Entrambe le squadre chiesero all'organizzazione di spostare la competizione, per potervi prendere parte, ma il British Royal Aero Club rifiutò. A causa di problemi politici ed economici la Gran Bretagna fu in grado di organizzare l'evento solamente grazie a una donazione di 100.000 sterline effettuata da Lady Houston. La gara si svolse sabato 12 settembre, e vide la vittoria del Supermarine S.6B pilotato da John N. Boothman, che aggiudicò definitivamente la coppa alla Gran Bretagna.